# Transmissions
Transmissions – debiutancki album studyjny brytyjskiego zespołu Juno Reactor wydany 13 stycznia 1993 w Wielkiej Brytanii przez wytwórnię NovaMute Records. Utwory znajdujące się na albumie należą do nurtu muzyki psychedelic trance oraz goa trance. Album został reedytowany w Japonii 21 sierpnia 2002 przez Universal Music (tego samego dnia reedytowano również pozostałe krążki Juno Reactor oprócz albumu Lu.Ci-Ana, które zostały wydane przed rokiem 2000).

## Premiery
- 13 I 1993 – LP: [NOVAMUTE: NOMU26 LP]
- 13 I 1993 – CD: [NOVAMUTE: NOMU26 CD]
- 1993 - CG: [INT 875.802, NOVAMUTE: NOMU26 CD]
- 1994 – CD: [NMCD 3016]
- 1 XI 1995 – CD: [PAIS: 3920002429]
- 4 VI 1997 – CD: [CANYON: PCCY1115]

## Lista utworów
1. High Energy Protons (06:32)
2. The Heavens (06:26)
3. Luna-tic (09:01)
4. Contact (05:53)
5. Acid Moon (08:38)
6. 10,000 Miles (05:55)
7. Laughing Gas (08:04)
8. Man to Ray (06:43)
9. Landing (08:40)

## Ekipa

### Produkcja

#### Muzyka
- Ben Watkins (wszystkie utwory)
- Jens Waldebäck (utwory: 3, 5, 9)
- Mike Maguire (utwory: 1, 8, 9)
- Stephen Holweck (utwory: 2, 4, 6-8)

#### Wokal
- Mari Naylor (utwór: 2)
- Annie Fontaine (utwór: 6)

### Postprodukcja
- Juno Reactor - produkcja i zmiksowanie
- Otto The Barbarian - montaż
- Nahoko Sadada - montaż (współpraca)
- Neal Snyman - edytor
- MadArk - projekt graficzny
- Fletcher - projekt graficzny (zdjęcie piramid)